# Szakrális építmények Budapest XIII. kerületében
Ez a lista a Budapest XIII. kerületében található jelenleg is álló szakrális épületeket tartalmazza.

## Katolikus templomok
| Név                                                           | Cím                            | Felszentelés éve |
| ------------------------------------------------------------- | ------------------------------ | ---------------- |
| Kármelhegyi Boldogasszony karmelita templom és rendház        | 1134 Budapest, Huba u. 12.     | 1899             |
| Angyalföldi Szent László-plébániatemplom                      | 1139 Budapest, Béke tér 1/a.   | 1929             |
| Külső Váci úti Szent Mihály-plébániatemplom                   | 1131 Budapest, Babér u. 17/b.  | 1930             |
| Árpád-házi Szent Margit-templom                               | 1134 Budapest, Lehel tér 1.    | 1933             |
| Külsőangyalföldi Mária Keresztények Segítsége plébániatemplom | 1131 Budapest, Rokolya u. 28.  | 1943             |
| Szent Ágoston-kápolna                                         | 1137 Budapest, Pozsonyi út 14. | 1950             |
| Tours-i Szent Márton és Flüei Szent Miklós-plébániatemplom    | 1139 Budapest, Váci út 91/b.   | 1986             |

## Protestáns templomok
| Név                                                   | Cím                                | Felszentelés éve |
| ----------------------------------------------------- | ---------------------------------- | ---------------- |
| Budapest-Angyalföldi Református Egyházközség temploma | 1139 Budapest, Frangepán u. 43.    | 1933             |
| Pozsonyi úti református templom                       | 1133 Budapest, Pozsonyi út 58.     | 1940             |
| Angyalföldi evangélikus templom                       | 1134 Budapest, Kassák Lajos u. 22. | 1938             |
| Angyalföldi Baptista gyülekezet                       | 1134 Budapest, Váci út 51/a.       | 1938             |

## Zsinagógák
| Név                                                             | Cím                                  | Felszentelés éve           |
| --------------------------------------------------------------- | ------------------------------------ | -------------------------- |
| Dózsa György úti zsinagóga (ma a Budapesti Honvéd SE vívóterme) | 1134 Budapest, Dózsa György út 55.   | 1909                       |
| Hegedűs Gyula utcai zsinagóga                                   | 1136 Budapest, Hegedűs Gyula utca 3. | 1927                       |
| Visegrádi utcai zsinagóga                                       | 1132 Budapest, Visegrádi u. 3.       | A második világháború után |

## További gyülekezetek
| Név                                   | Cím                                                |
| ------------------------------------- | -------------------------------------------------- |
| Krisztusban Hívő Nazarénus Gyülekezet | 1134 Budapest, Pattantyús u. 5.                    |
| Éjféli Kiáltás Misszió                | 1135 Budapest, Palóc út 2.                         |
| Magyar Iszlám Közösség                | 1135 Budapest, Róbert Károly körút 104. (1996 óta) |

## Egyéb vallások
| Név                           | Cím                                    |
| ----------------------------- | -------------------------------------- |
| Szcientológia Egyház Budapest | 1138 Budapest, Váci út 169. (2016 óta) |